# 鳩ヶ嶺八幡宮

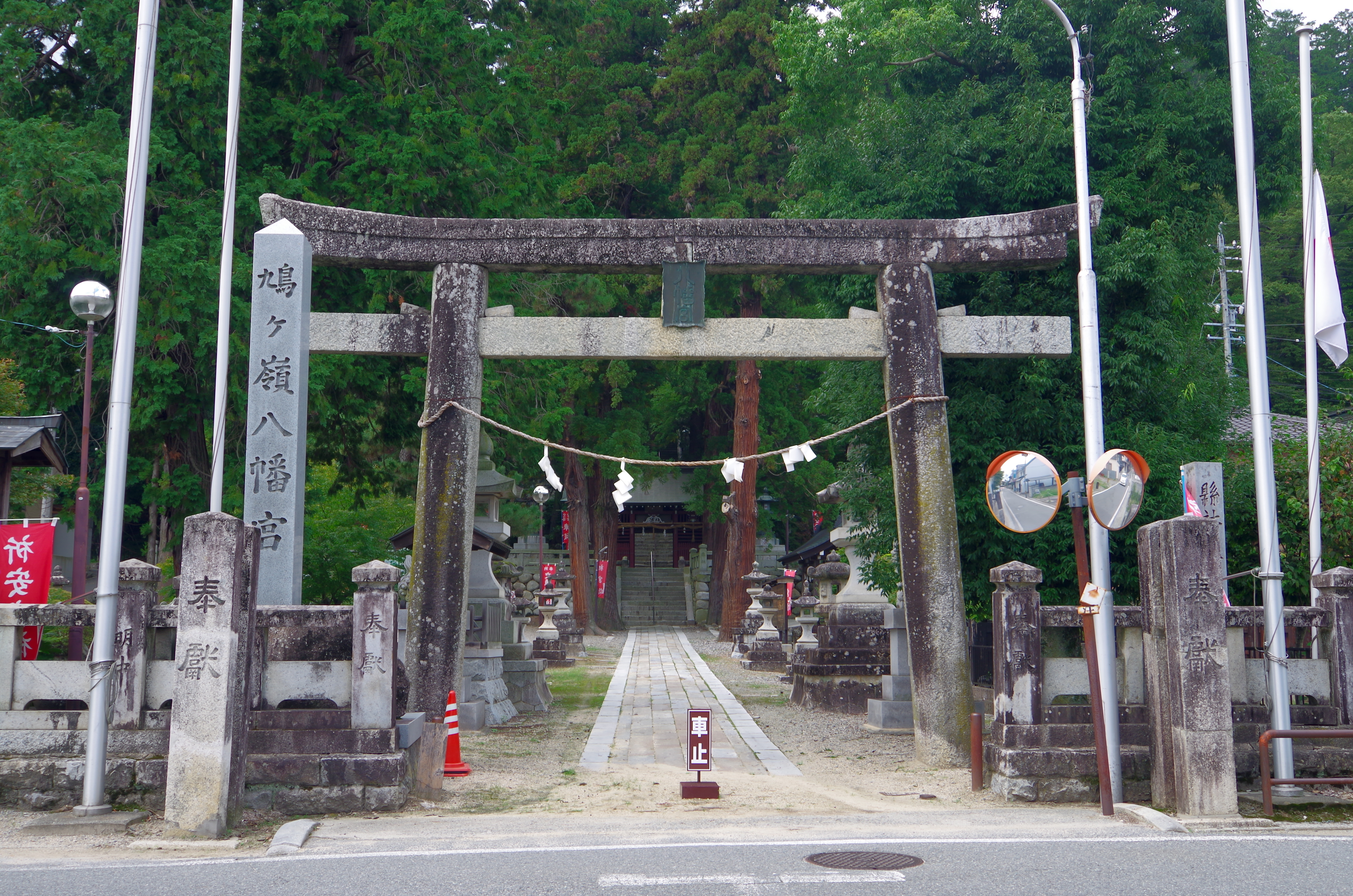
鳥居

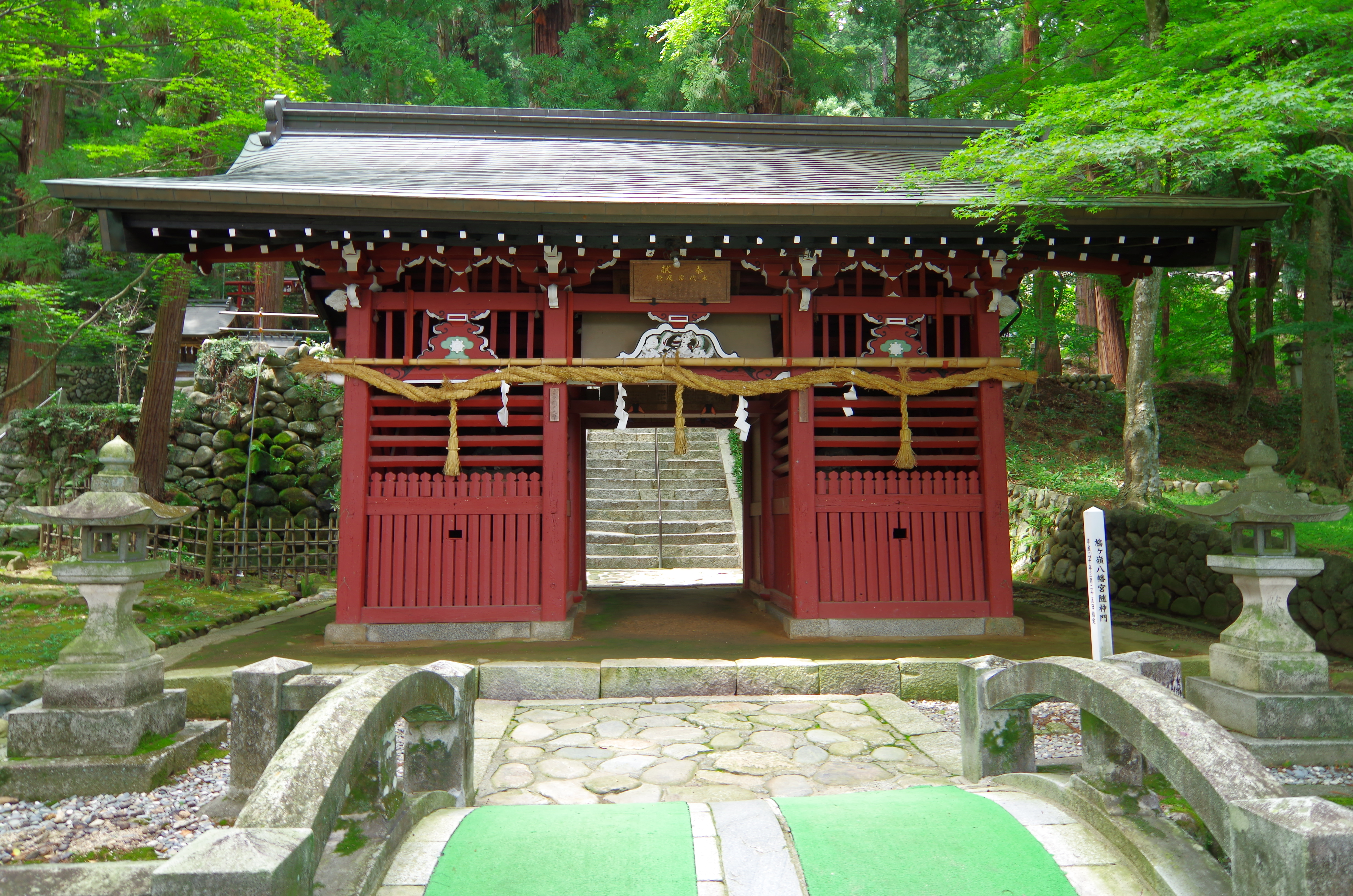
随身門

鳩ヶ嶺八幡宮（はとがみねはちまんぐう）は、長野県飯田市八幡町にある神社。旧社格は県社。

## 概要
鎌倉時代の建治3年（1277年）に伊賀良荘島田郷の地頭江馬氏によって石清水八幡宮を勧請して創建されたとされる。古くは島田八幡宮と称された。現在の拝殿は寛文2年（1662年）、本殿は元禄9年（1696年）に再建されている。
所蔵の木像誉田別尊像は昭和33年（1958年）に国の重要文化財に、本殿は昭和51年（1976年）に飯田市有形文化財に指定された。例祭は毎年10月5日に行われる。

## 祭神
祭神は以下の3柱。
- 誉田別尊 （ほむたわけのみこと：第15代応神天皇）
- 武内宿禰（たけうちのすくね）
- 息長足姫尊 （おきながたちひめのみこと）